# Geografía de Haití
Haití comprende la tercera parte de la isla La Española, al occidente de la República Dominicana y entre el mar Caribe y el Atlántico Norte. Las coordenadas geográficas de Haití son 72° 25′ longitud oeste y 19° 00′ latitud norte. El área total es 28. 704 km², de los cuales 28.542 km² es tierra y 190 km² es agua. Haití tiene 1.771 km de costas y 376 km de frontera con la República Dominicana.
El punto más bajo de Haití es al nivel del mar. Su punto más elevado  es el Pico la Selle a 2.680 m. No hay ríos navegables. El lago más grande es la Laguna del Fondo (Etang Saumâtre), una masa de agua salada ubicada en la región sur.

## Características
Terreno
Mayormente escarpado y montañoso.
Recursos naturales
Bauxita, cobre, carbonato de calcio, oro, mármol.
Uso de la tierra
- Tierras cultivables: 20,32%
- Cultivos permanentes: 12,7%
- Otros: 66,98% (est. 1998)

Riesgos naturales
Está ubicado en el trayecto de ciclones y sujeto a severas tormentas desde junio hasta octubre; inundaciones ocasionales y terremotos; sequías periódicas.
Riesgos ambientales
Deforestación extensa (gran parte de la vegetación está siendo eliminada para la agricultura y usada como combustible); erosión del terreno; fuentes insuficientes de agua potable.
- Datos: Q2405285
- Multimedia: Geography of Haiti / Q2405285